# Universidad de Varsovia

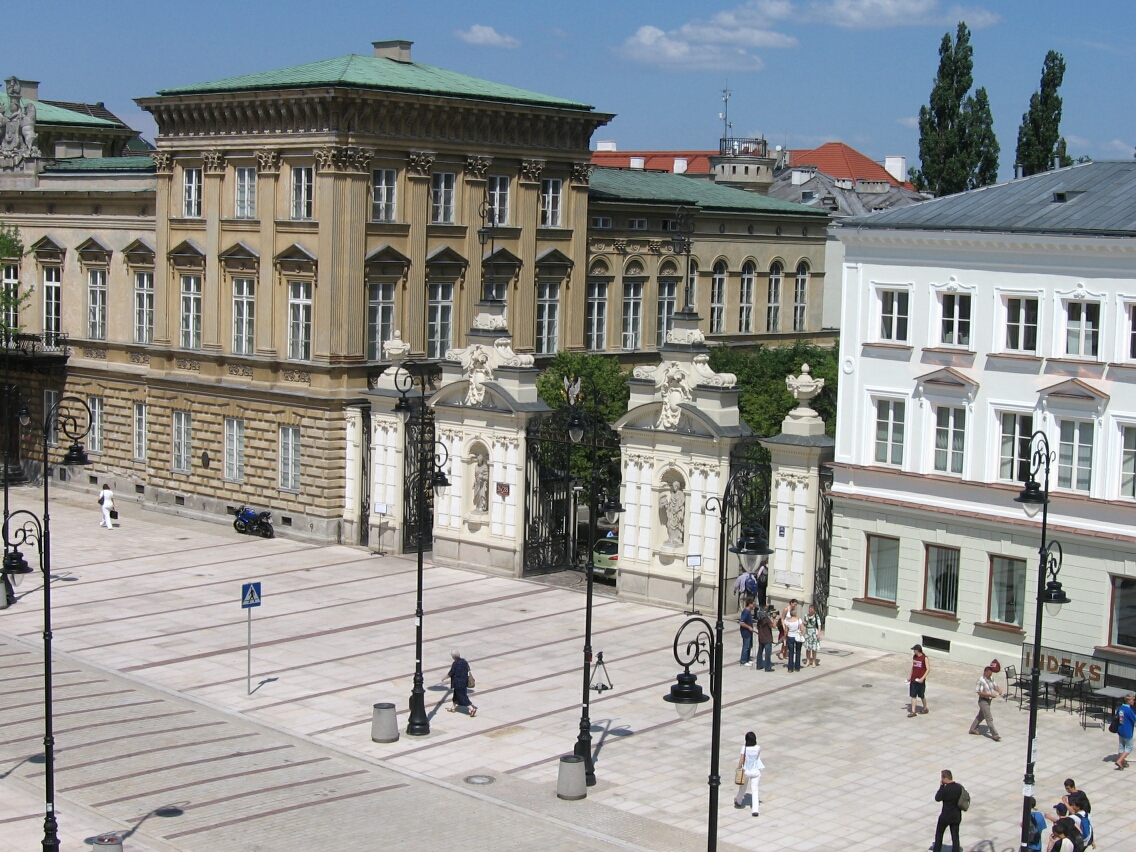
Puerta central de la Universidad de Varsovia.

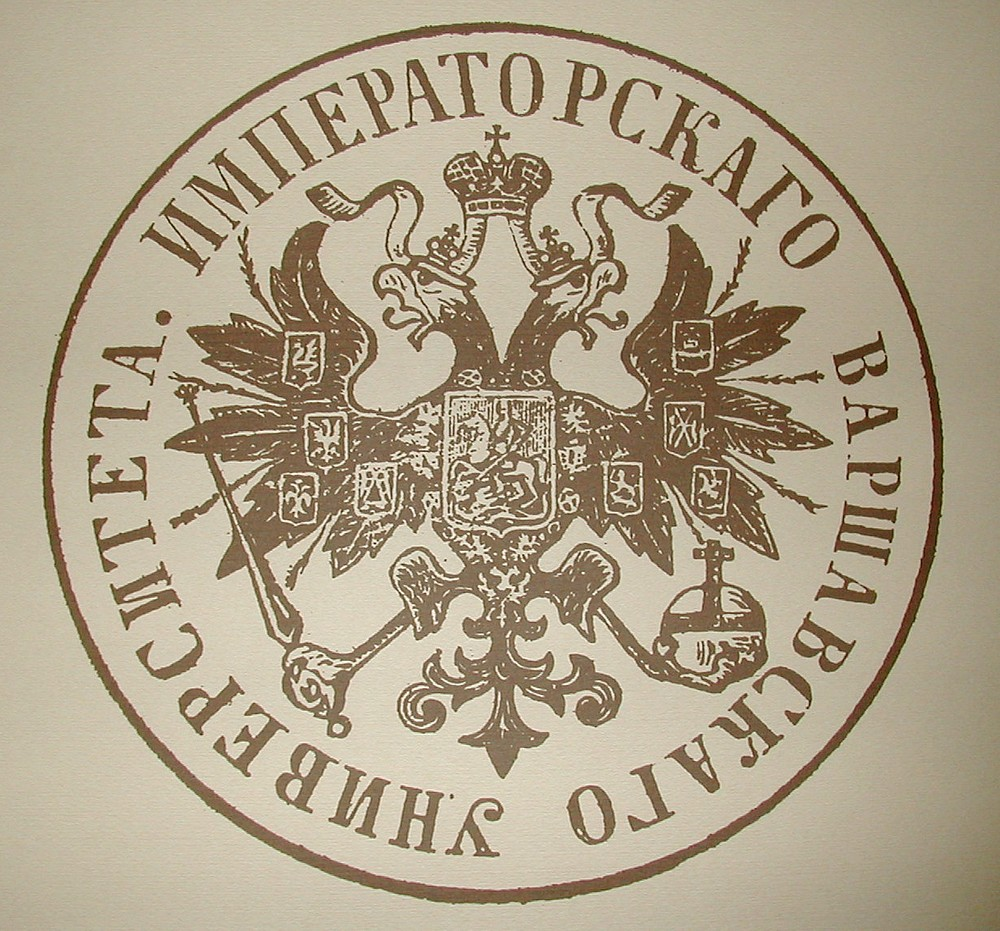

La Universidad de Varsovia (en polaco: Uniwersytet Warszawski) es la mayor universidad de Polonia y una de las más prestigiosas. Además apareció en el TOP 500 en 2006 de la revista Times Higher Education Supplement como la segunda mejor universidad polaca. 

## Historia

### 1816-1831
La Universidad Real de Varsovia es fundada en 1816, cuando las particiones de Polonia estaban separadas en Varsovia, a partir del centro académico más antiguo e influyente de Kraków. La Escuela de Derecho y la Escuela de Medicina se establecieron por primera vez en el Ducado de Varsovia. En 1816 Alejandro I permitió a las autoridades polacas crear una universidad, compuesta de cinco facultades: Derecho y Administración, Medicina, Filosofía, Teología y Artes y Humanidades. Pronto la universidad creció y el número de estudiantes alcanzó los 800 y el de profesores llegó a 50. 
Sin embargo, después de que los estudiantes y profesores tomasen parte en el Levantamiento de noviembre de 1830, la universidad fue cerrada por los rusos.

### 1857-1869
Después de la guerra de Crimea, Rusia entró en un breve periodo de liberalización, el "Post-Sevastopol Thaw", posterior a la toma de Sebastopol. Se concedió permiso para crear la academia polaca médica y quirúrgica (Akademia Medyczno-Chirurgiczna) en Varsovia. En 1862 los departamentos de Derecho y Administración, Filología e Historia, y Matemáticas y Física fueron abiertos. La recién establecida academia ganó importancia y pronto fue renombrada a la "Escuela Principal" (Szkoła Główna). Sin embargo, después del periodo liberal de enero de 1863, todas las escuelas de habla polaca fueron cerradas de nuevo. Durante su corta existencia, la Escuela Principal educó aproximadamente a 3000 estudiantes, algunos de los cuales llegaron a ser parte de la columna vertebral de la Intelligentsia.

### 1870-1915
La Escuela Principal fue reemplazada por la Universidad Imperial de Varsovia, de habla rusa. Su propósito fue proveer una educación para la guarnición de militares rusos de Varsovia, la mayor parte de los estudiantes (más del 70 % de entre 1500 y 2000 estudiantes) eran polacos. Las autoridades zaristas creyeron que la universidad rusa sería la forma perfecta de rusificar a la sociedad polaca y gastaron una suma considerable en la construcción de un nuevo campus universitario. Sin embargo, varias organizaciones clandestinas pronto empezaron a crecer y los estudiantes fueron sus líderes en Varsovia. Los más destacados de estos grupos (los partidarios del renacimiento de Polonia y los socialistas) se unieron a las filas de la Revolución de 1905. Después del boicot a las instalaciones educativas rusas el número de estudiantes polacos se redujo al 10 %. La mayoría de los estudiantes que querían continuar con su educación se fueron a Galicia, una región de Europa Central.
Después de la caída del Levantamiento de enero (1863-1864), las autoridades decidieron convertir la Escuela Principal en una Universidad Rusa, que operó bajo el nombre de Universidad Imperial durante 46 años, durante los cuales se consideró dos veces el mover la universidad a Rusia. Durante la revolución de 1905-1907, bajo una proposición realizada por los profesores, frente al boicot contra la universidad. Las conversaciones sobre este tema fueron llevada con varias ciudades rusas, incluyendo Vorónezh y Sarátov. El gobierno ruso finalmente decidió dejar la universidad de Varsovia, pero debido al boicot, la universidad pasó a obligar no solo a que se impartieran las clases en ruso, si no a que la nacionalidad de los profesores y los estudiantes también lo fuera.

## Campus
El campus principal de la Universidad de Varsovia está en el centro de Varsovia, en la calle Krakowskie Przedmieście (Suburbio de Cracovia). Comprende varios palacios históricos, muchos de los cuales han sido nacionalizados en el siglo XIX. Las oficinas principales incluyen:
- Kazimierzowski Palace (Pałac Kazimierzowski) - el lugar del rector y el senado.
- la antigua biblioteca (Stary BUW) - desde su reciente renovación, ahora es un edificio secundario donde se imparten clases.
- la Escuela Principal (Szkoła Główna) - antigua sede de la Escuela principal hasta el levantamiento de enero de 1863, después la facultad de biología; ahora, desde su reforma, la sede del instituto de arqueología.
- Auditorium Maximum - el aulario principal, con capacidad para varios cientos de estudiantes.

También está la nueva biblioteca (Nowy BUW) - un edificio impresionante con espectaculares jardines en la azotea como otros recintos de la ciudad, sobre todo el centro de física y química en Banacha Street (ulica Banacha), donde está el Departamento de Matemáticas, de Ciencias de la Computación y de Mecánica (MIM).
La Universidad de Varsovia cuenta con un total de 126 edificios. Además, está en curso un ambicioso programa de construcción y renovación del campus principal.

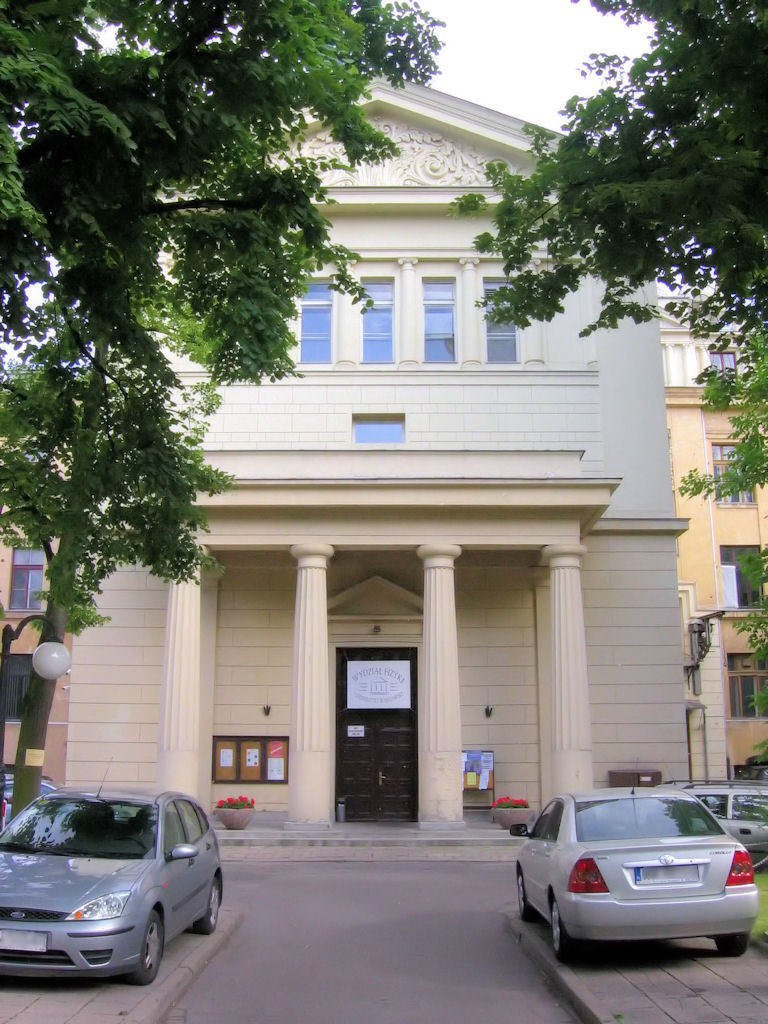
Departamento de Física
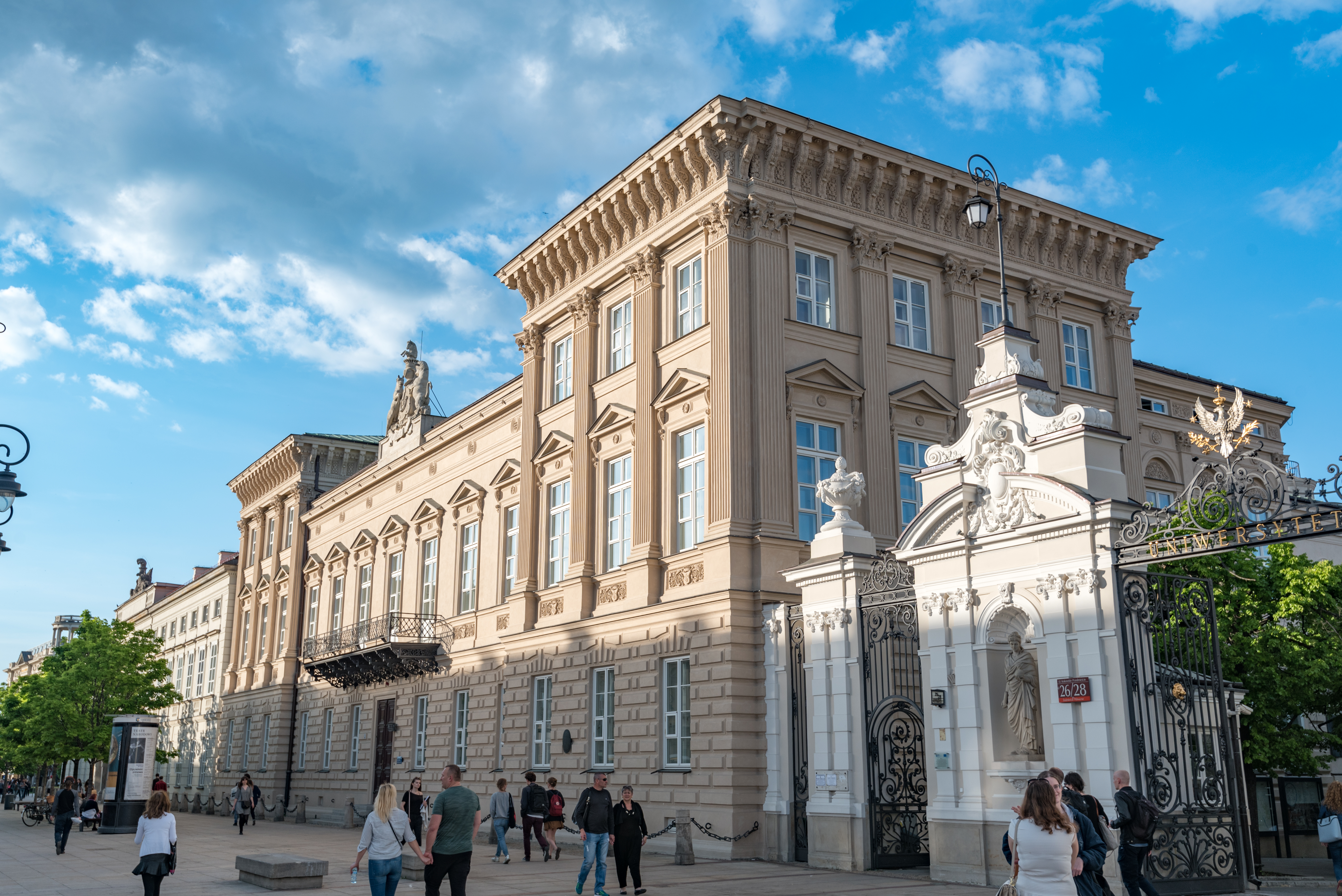
Departamento de Geografía y Estudios Regionales
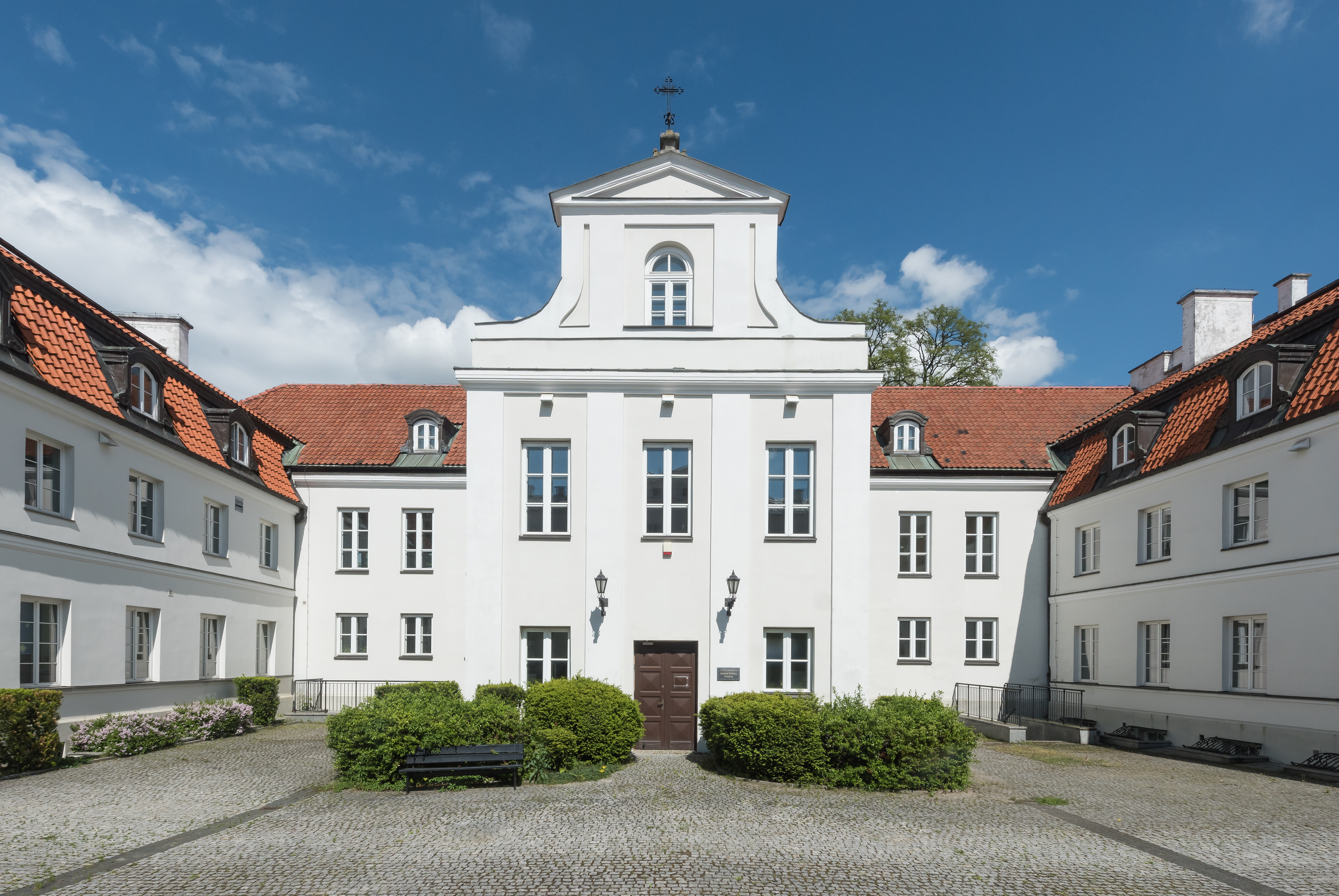
Departamento de Estudios Polacos
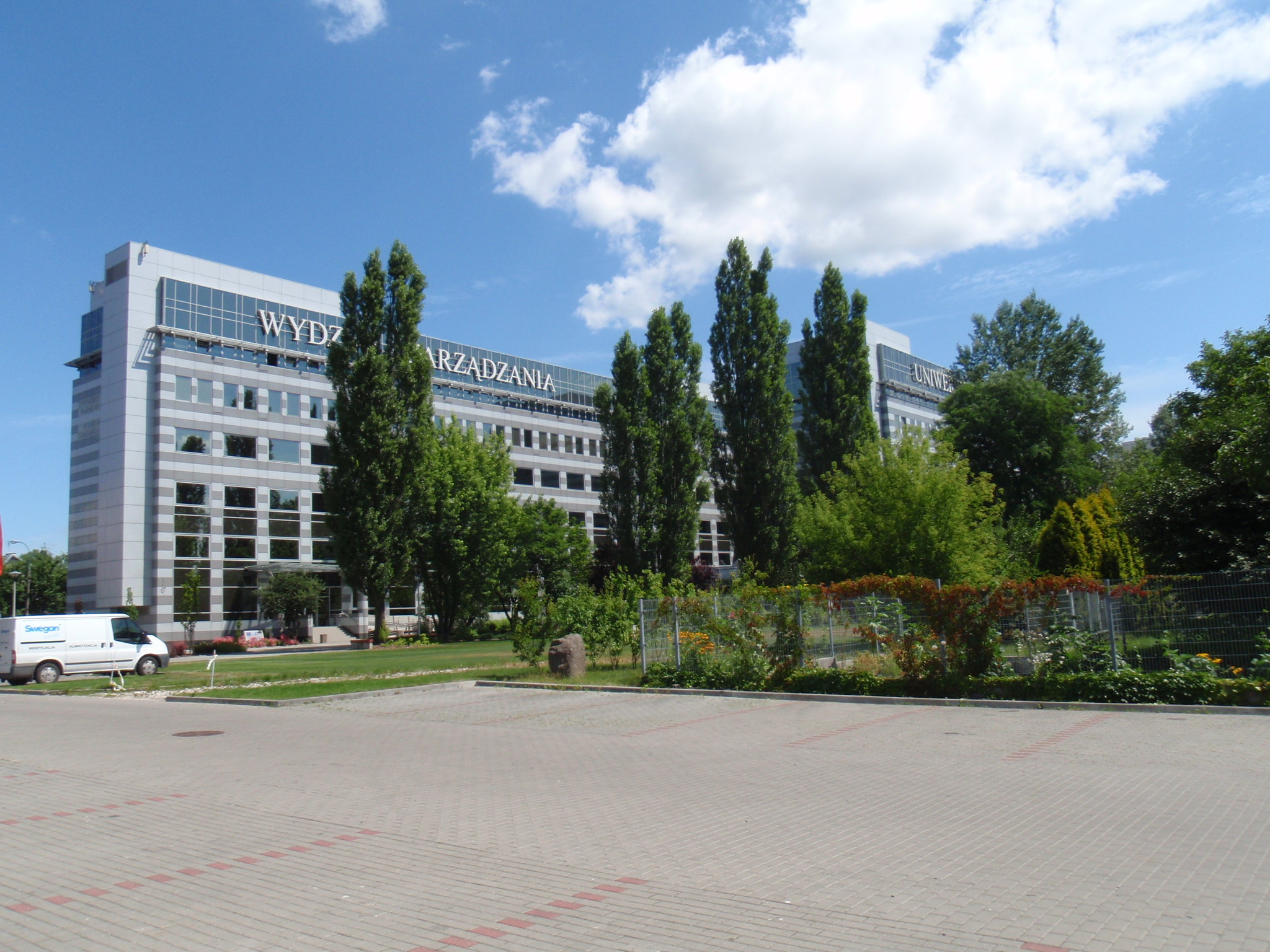
Facultad de Empresariales
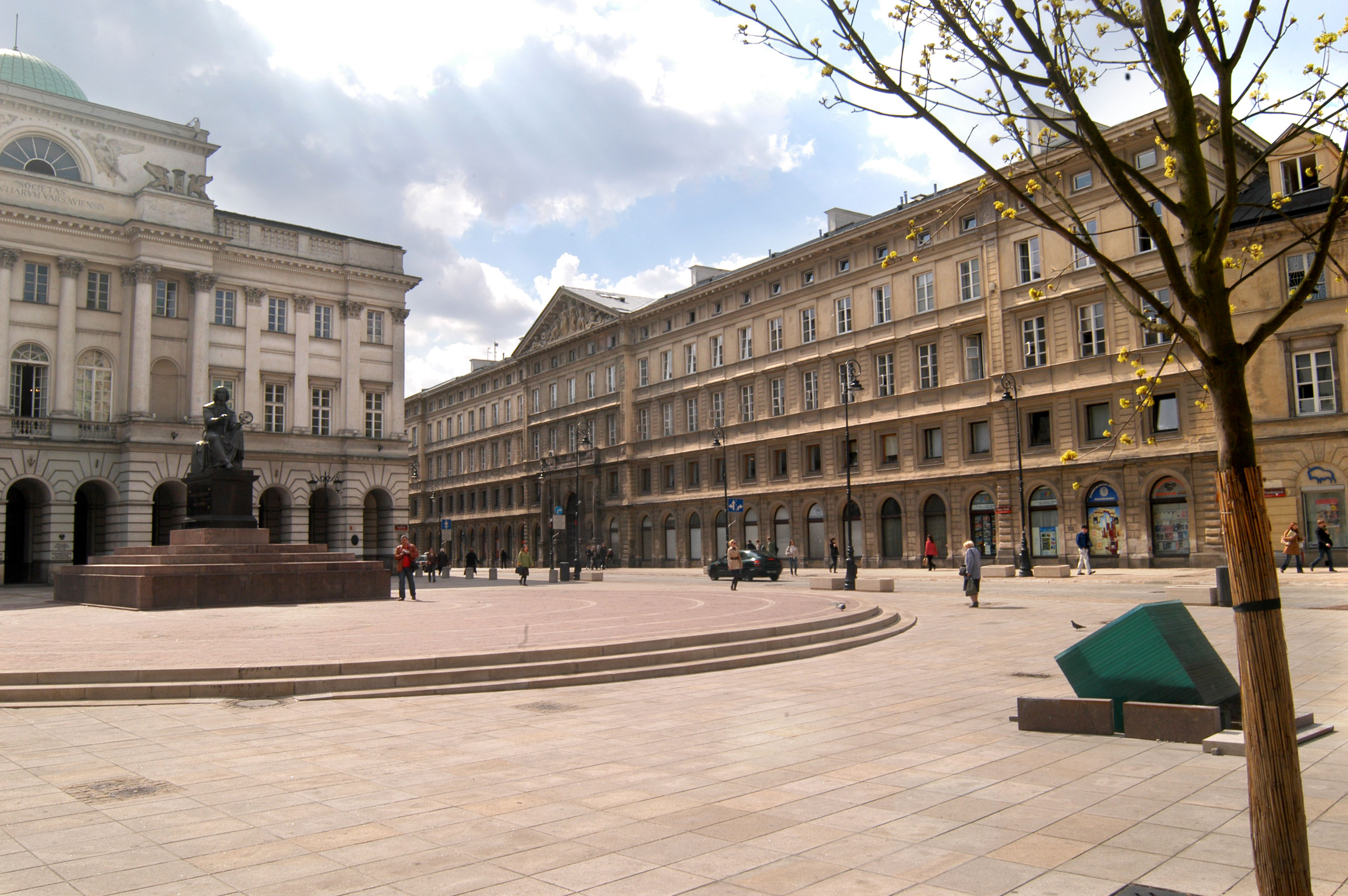
Palacio Zamoyski, Departamento de Periodismo y Ciencias Políticas
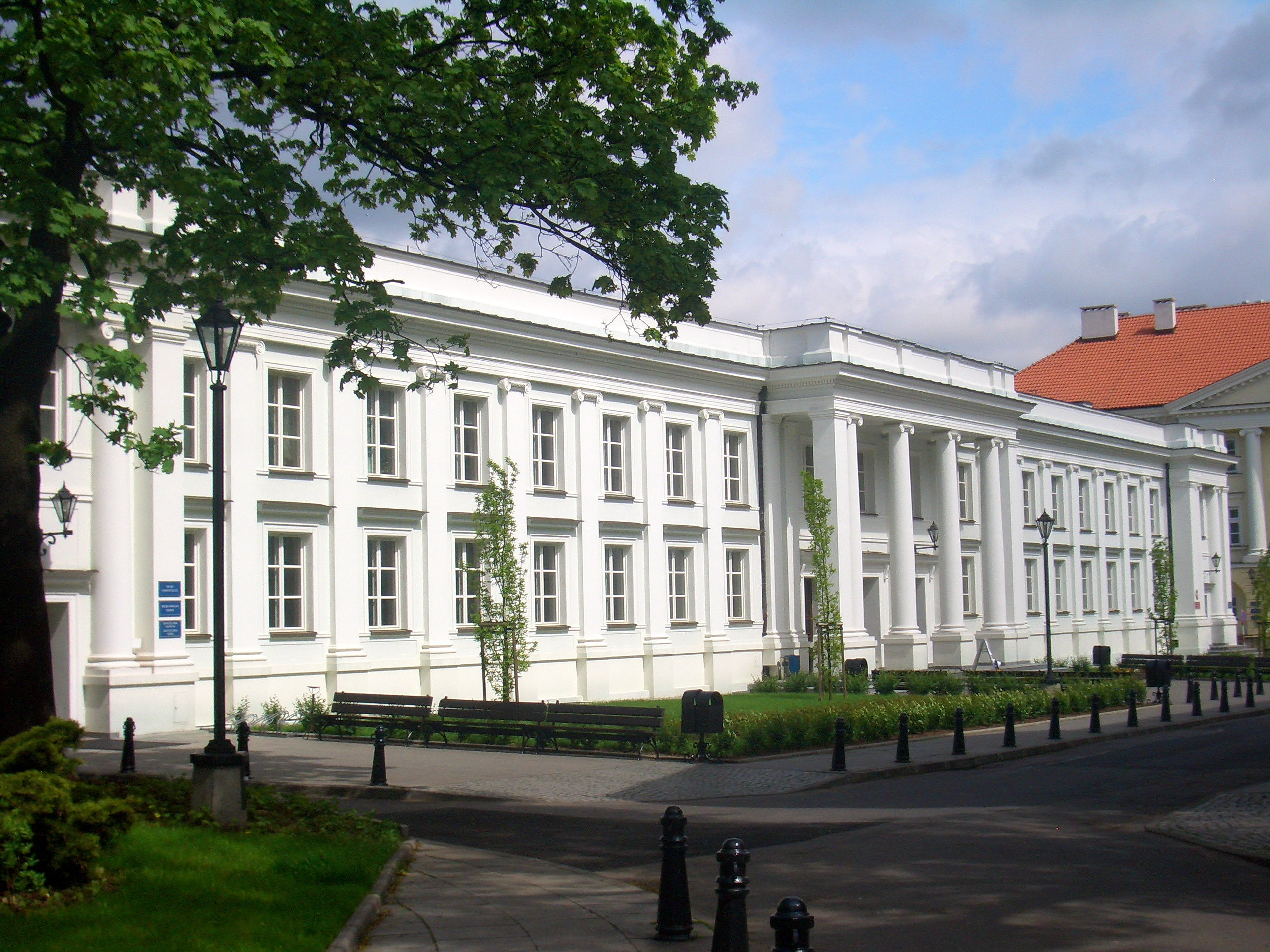
Auditorium Maximum
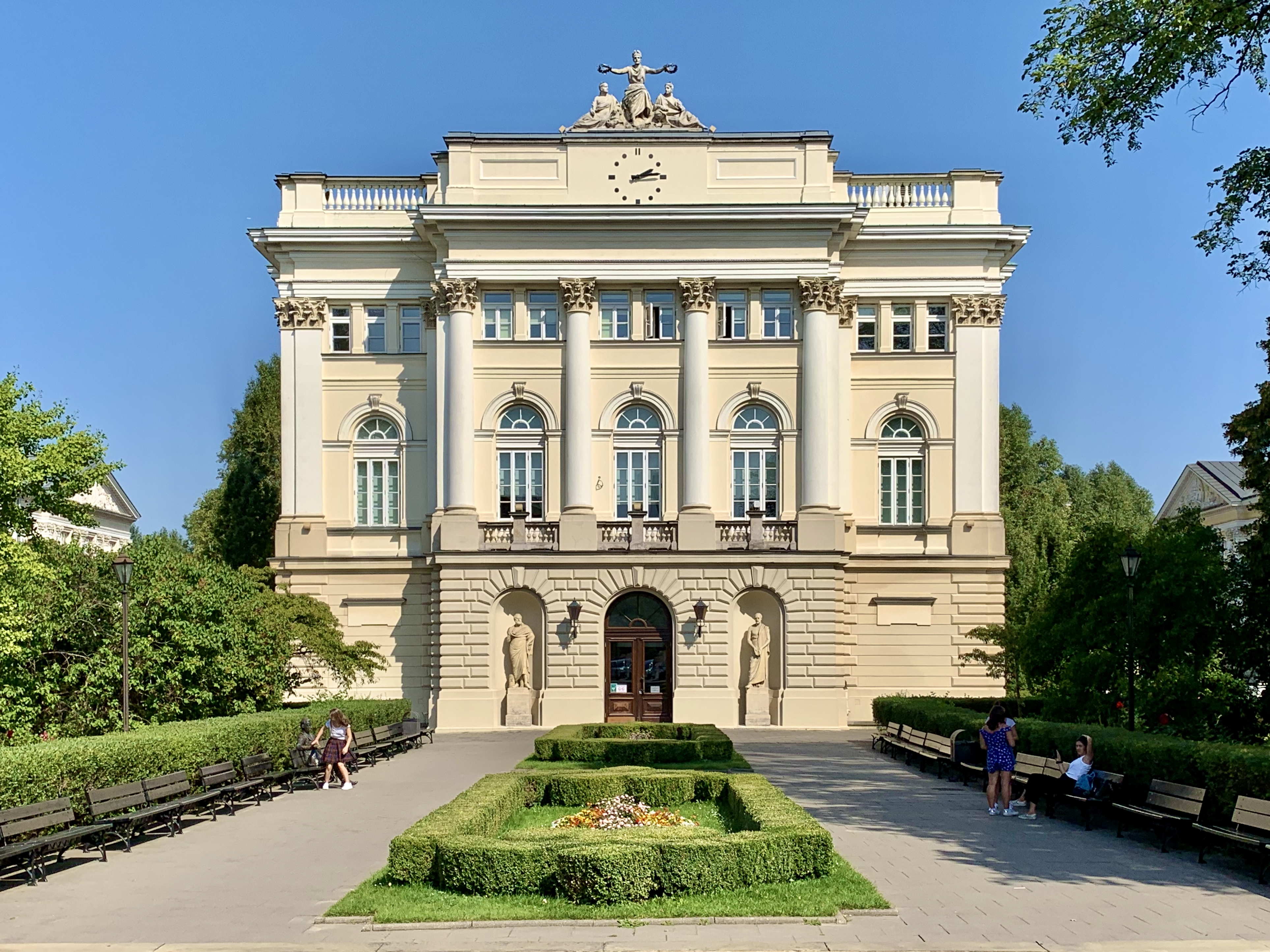
Biblioteca General Antigua
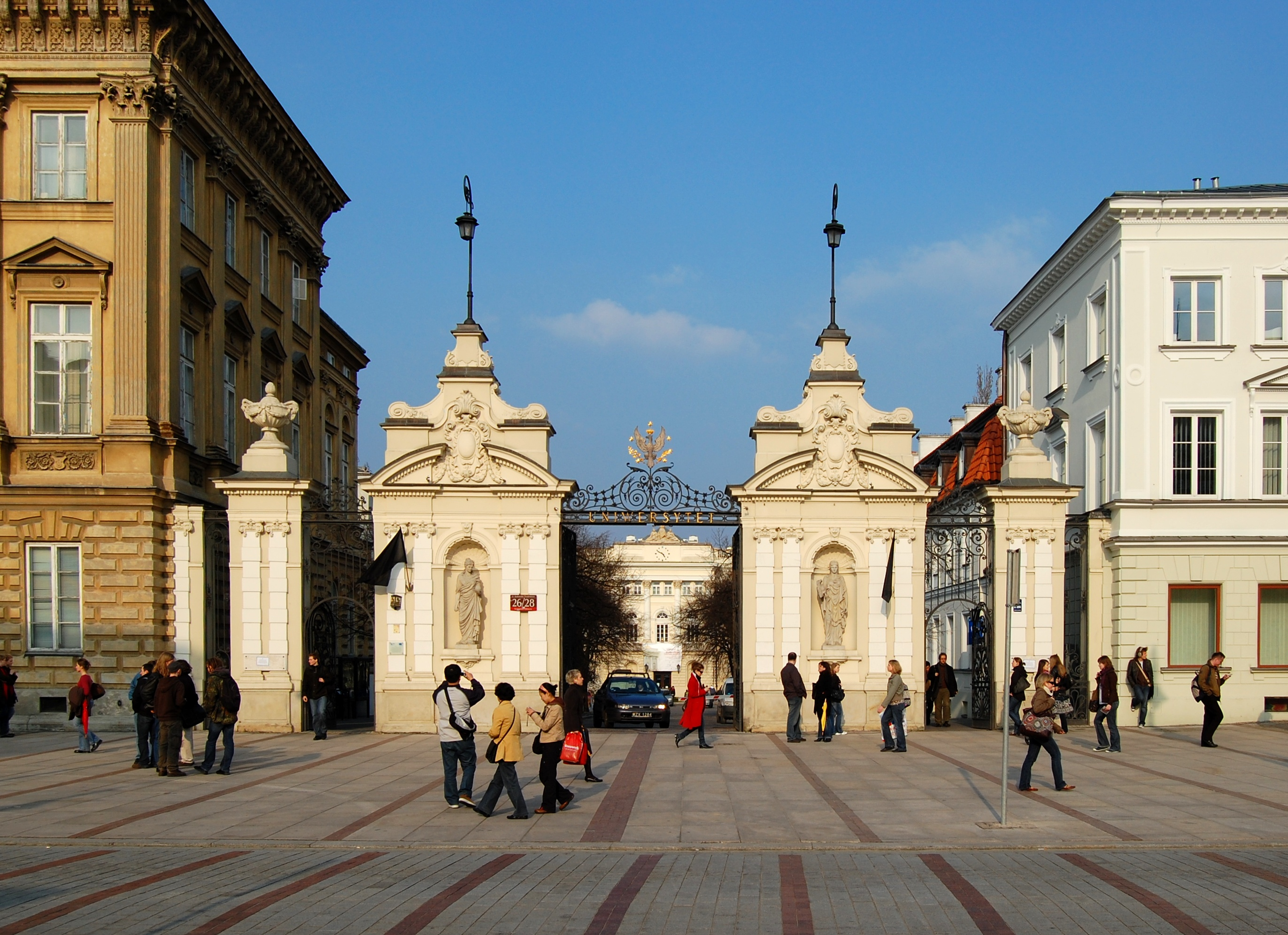
Las famosas Puertas Principales
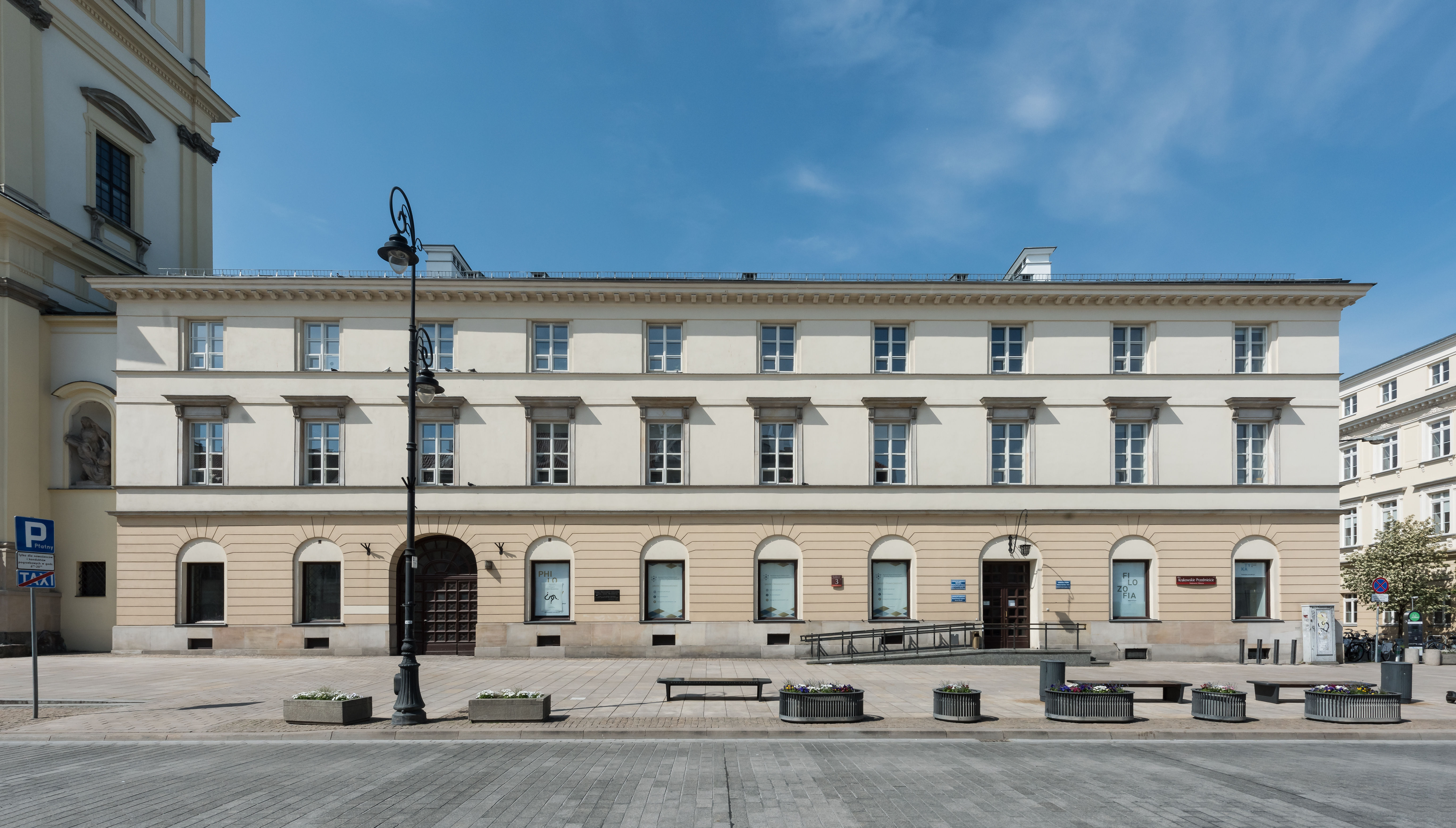
Departamento de Filosofía y Sociología
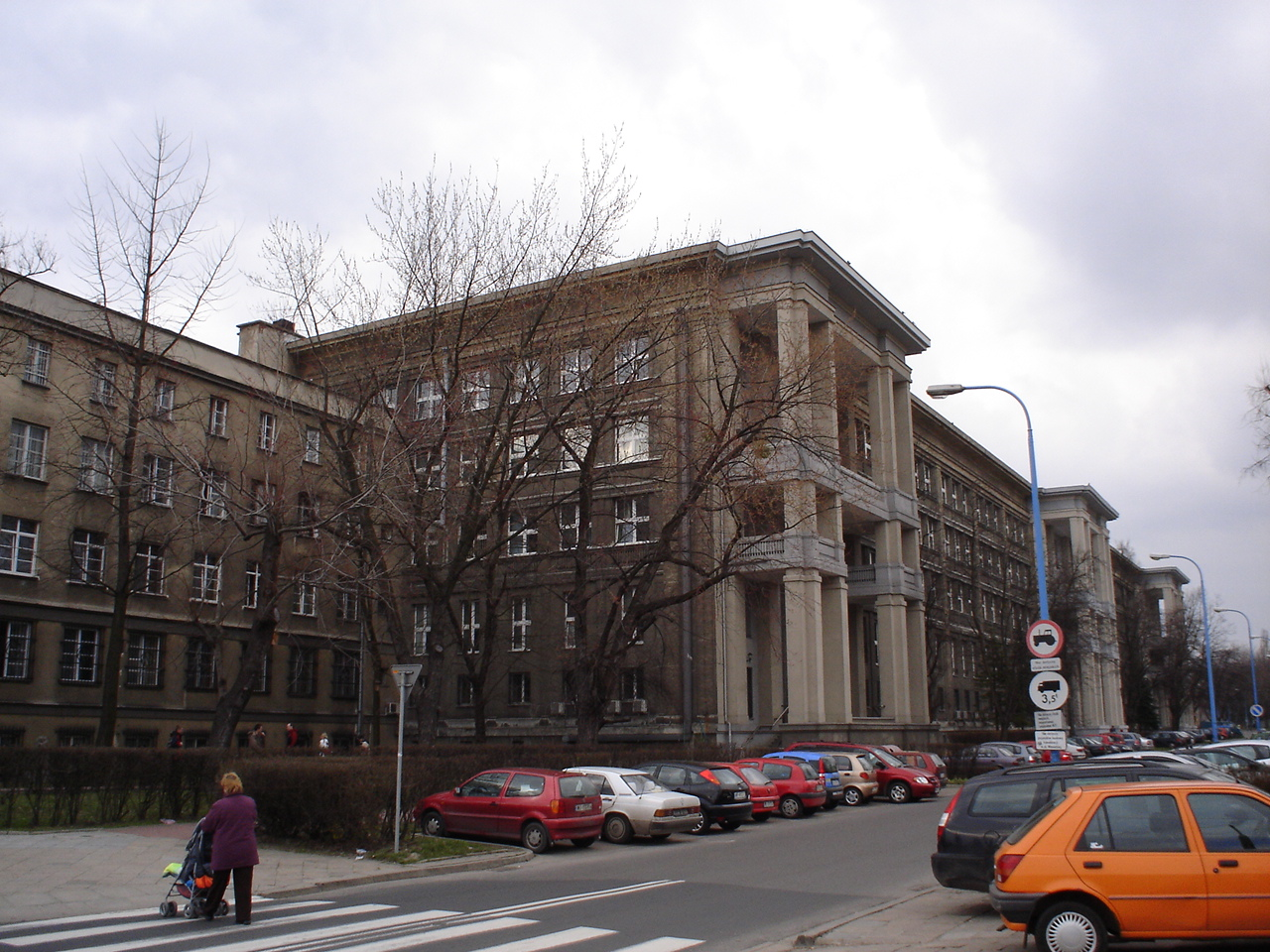
Departamento de Matemáticas Aplicadas
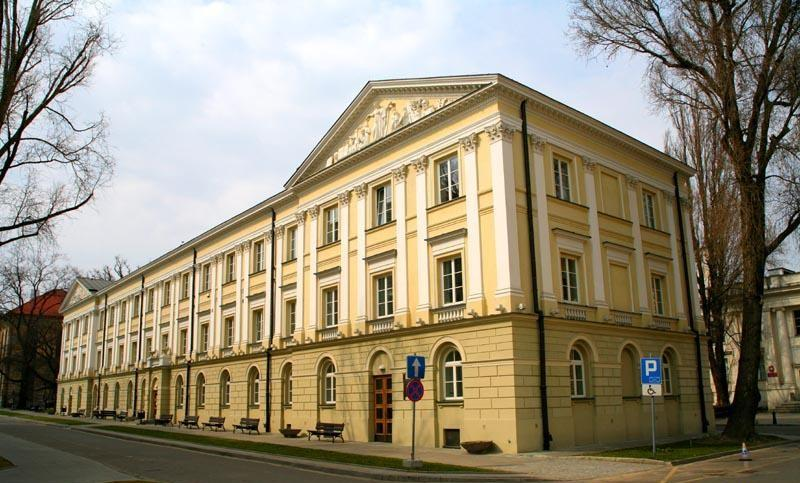
Facultad de Derecho y Administración
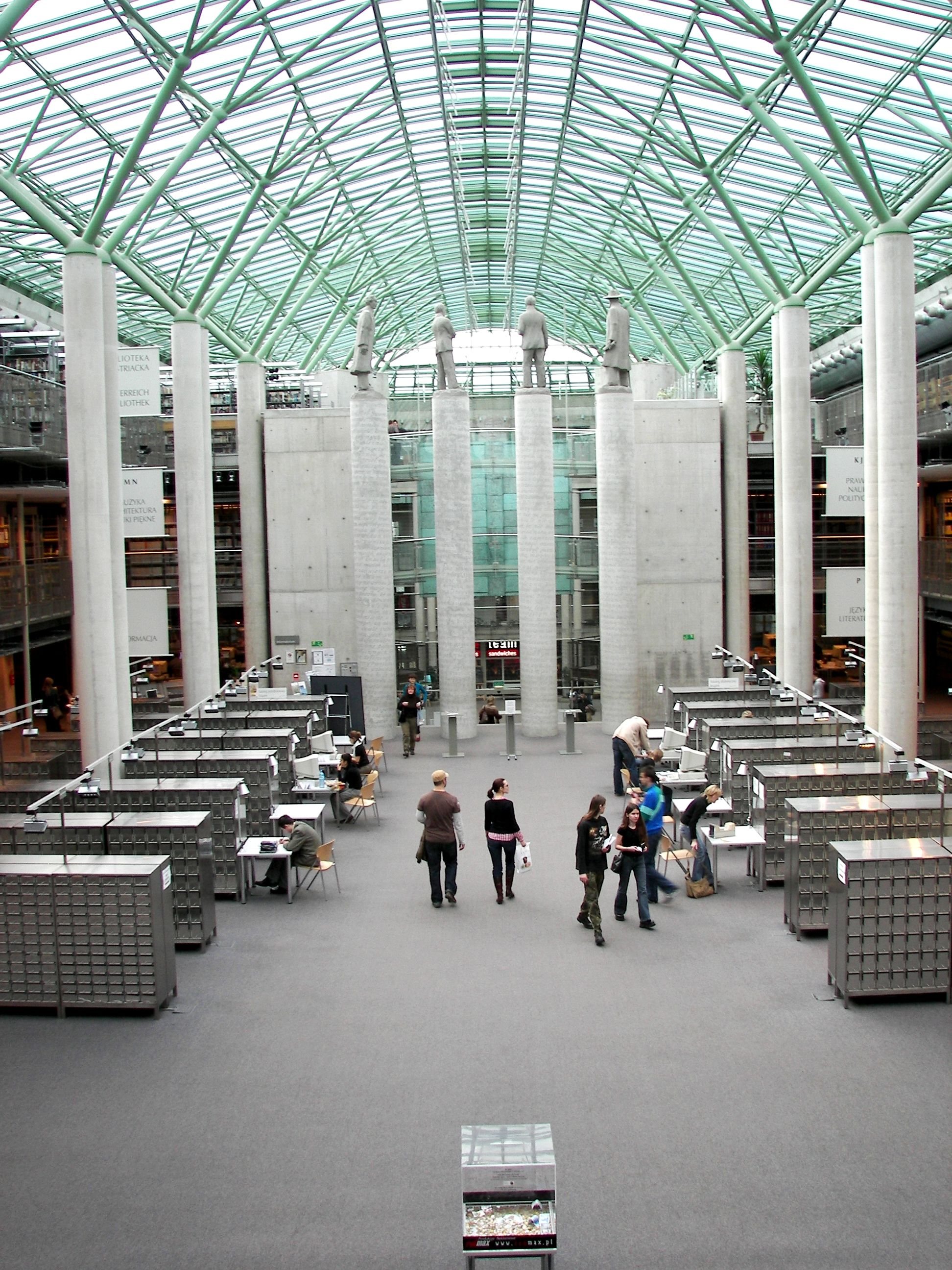
Sala de lectura de la Biblioteca de la Universidad

## Departamentos
1. Lingüística Aplicada y Filología eslava oriental
2. Ciencias Sociales Aplicadas y Resocialización
3. Biología
4. Química
5. Ciencias Económicas
6. Educación
7. Geografía y Estudios Regionales
8. Geología
9. Historia
10. Periodismo y Ciencias Políticas
11. Derecho y Administración  Archivado el 4 de julio de 2012 en Wayback Machine.
12. Empresariales
13. Matemáticas, Informática y Mecánica
14. Lenguas Modernas
15. Estudios Orientales
16. Filosofía y Sociología
17. Física
18. Estudios Polacos
19. Psicología Web en polaco and Web en inglés

### Otros Institutos
- Centro de Estudios Americanos
- Centro de Estudios Británicos
- Centre de Civilisation Française et d'Études Francophones auprès de l'Université de Varsovie
- Centro de Arqueología de Investigaciones Arqueológicas en Novae
- Centro de Estudios Ambientales
- Centro de Europa
- Centro de Estudios Locales y Europeos (EUROREG)
- Centro de Enseñanza de Idiomas Extranjeros
- Centro de Inter-Facultad de Estudios individuales en Humanidades
- Centro de Estudios Latinoamericanos (CESLA)
- Centro Multimedia para la Educación Abierta
- Centro para el Estudio de las Tradiciones Clásicas de Polonia y del Este y Centro de Europa
- Centro de estudios en la administración territorial y desarrollo local
- Chaire UNESCO du Developpement Durable de l`Universite de Vaersovie
- Comité Polonais de l'Alliance Français
- Erasmus of Rotterdam Chair
- Heavy Ion Laboratorio

## Instituciones
- Academic Radio Kampus
- Instituto de Ciencias de la Información y Estudios del Libro
- El Instituto de la Lengua polaca y de la Cultura 'Polonicum'
- Bibliotecas de la Universidad de Varsovia

## Alumnos notables
- Konstanty Ildefons Gałczyński, poeta y traductor.
- Maja Lidia Kossakowska, escritora.
- Krzysztof Makowski, arqueólogo.
- Agnieszka Osiecka, poetisa y ensayista.
- Wojciech Płocharski, periodista, autor y músico.
- Adam Przeworski, politólogo.
- Jan Szemiński, historiador.
- Janusz Zajdel, escritor.